# Narrativa de Paul Ricoeur
A narrativa, segundo a perspectiva do filósofo francês Paul Ricoeur (Valence, 27 de Fevereiro de 1913 - Châtenay, 20 de maio de 2005), são operações miméticas as quais nos possibilitam entrar em contato com o mundo. 
Ricoeur tenta estabelecer um diálogo entre as obras Confissões, um estudo sobre o tempo de Agostinho, e Poética, sobre intriga de Aristóteles, a fim de entender a relação entre tempo e narrativa.
Para ele, existe uma correlação entre a atividade de narrar uma história e o caráter temporal da experiência humana. Segundo o filósofo, o tempo torna-se tempo humano na medida em que é articulado de um modo narrativo, ao mesmo tempo que a narrativa atinge seu pleno significado quando se torna uma condição da existência temporal.
É construindo a relação entre o que ele chama de os três tempos miméticos que ele constitui a mediação entre tempo e narrativa. 
Mimese I
A primeira operação mimética refere-se a uma pré-compreensão do mundo, ou seja, de um mundo pré-configurado que torna possível a identificação de acontecimentos e ações em geral por seus traços estruturais, simbólicos e temporais. 
Mimese II
Ricoeur diz que além da competência de dominar a intersignificação dos elementos do mundo prático por meio da familiaridade, a narrativa acrescenta traços discursivos de forma que ela se distinga de uma simples sequência de frases de ação.  
É nesta operação que se abre o reino do "como-se", da composição poética. É neste momento que se extrai a inteligibilidade dos acontecimentos por meio de uma faculdade de mediação. Este teino do "como-se" é a ficção, a configuração, a composição e o agenciamento dos fatos por meio de uma tessitura de uma intriga que se torna mediadora entre os acontecimentos e uma história e extrai uma historia de uma pluralidade de acontecimentos ou transforma acontecimentos em histórias. 
A tessitura da intriga compõe juntos fatores heterogêneos -  essa configuração dar-se o nome de concordante-discordante, ou seja, é a síntese do heterogêneo que extrai um configuração de uma sucessão. 
Mimese III
 
A operação terceira é o lugar do leitor. Ele é o sujeito operador por excelência que assume na sua leitura a unidade do percurso de mimese I a mimese III por meio da mimese II. A composição efetuada na mimese II tem seu sentido pleno quando é restituída ao campo do leitor, que fará sua composição tendo como referência o seu mundo pré-configurado e o mundo configurado por outro alguém o qual irá lê-lo. Esta operação marca, portanto, a interseção entre o mundo do texto e do leitor. 
O círculo da mimese

O caminho realizado da mimese I à mimese III por meio da mimese II é circular e  espiral. Um caminho sem fim que faz a meditação passar muitas vezes pelo mesmo ponto, mas numa atitude diferente. Este é o círculo hermenêutico entre a narrativa e o tempo.
REFERÊNCIAS 
RICOEUR, Paul, A tríplice mimese. In: ____. Tempo e Narrativa Tomo I. Campinas. Papirus, 1994
_____ Mundo do texto e mundo do leitor. In: ____. Tempo e Narrativa Tomo III. Campinas. Papirus, 1996